# Индеец (созвездие)
Инде́ец (лат. Indus) — длинное, но тусклое созвездие южного полушария неба, расположенное к югу от Микроскопа и Журавля вплоть до Октанта. На западе граничит с Туканом, на востоке — с Телескопом, на юго-востоке — с Павлином. Занимает на небе площадь в 294 квадратных градуса, содержит 38 звёзд, видимых невооружённым глазом. На юге России (южнее широты +44° 30′) крайняя северная часть созвездия поднимается низко над горизонтом в конце лета и начала осени. На юге Дагестана при благоприятных условиях можно у самого горизонта разглядеть наиболее яркую звезду созвездия — α Индейца (её звёздная величина 3,11). Полная видимость только на широтах южнее +15°.

## Звёзды
Особенно известна звезда ε Индейца, по своим характеристикам очень похожая на Солнце. Это ставит её в один ряд с двумя другими звёздами, похожими по спектральному классу и другим характеристикам на Солнце и находящимися сравнительно недалеко — в радиусе 15 световых лет — от Земли: ε Эридана и τ Кита.

## История

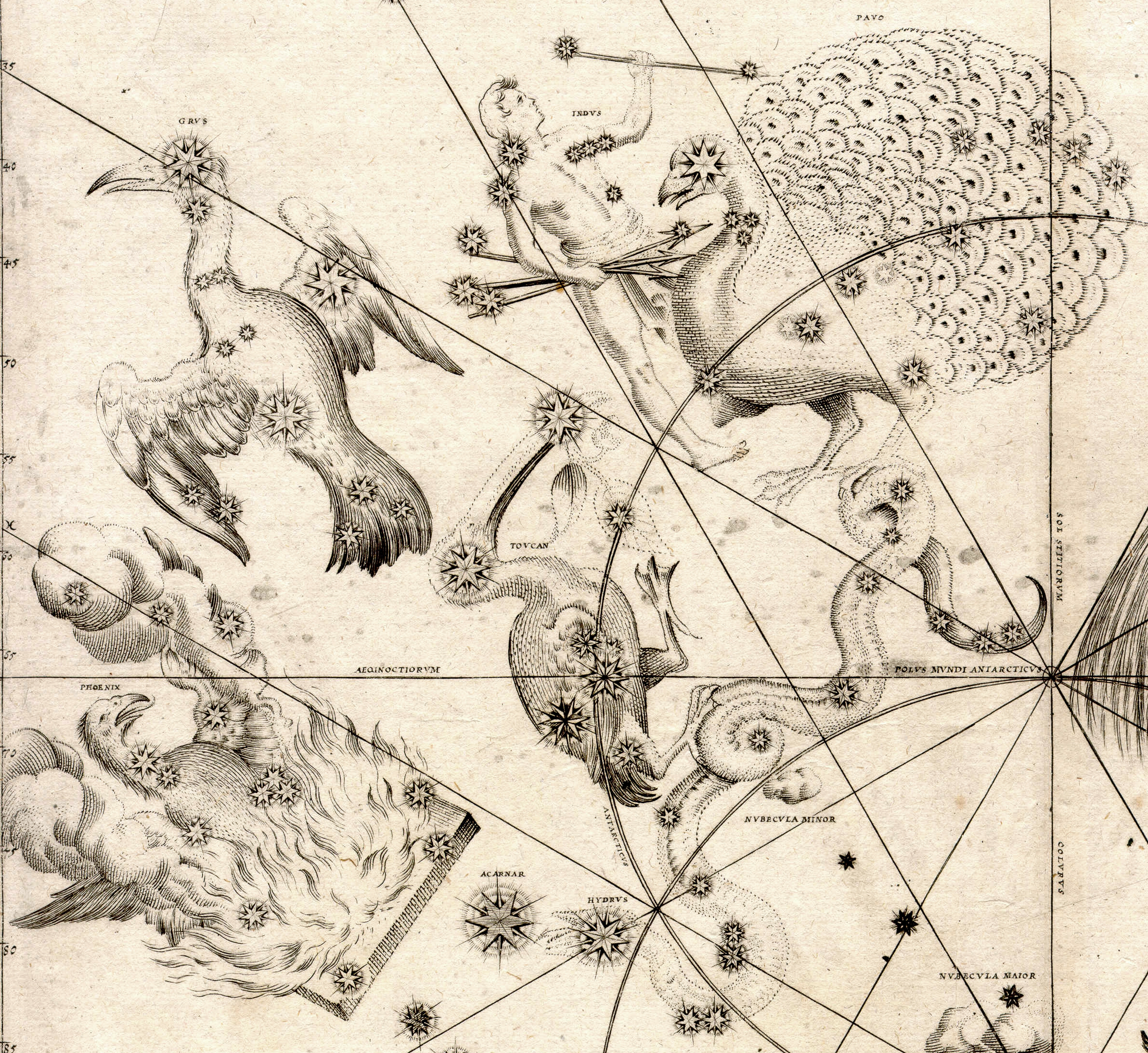
Индеец (вверху в центре) в отрывке из книги Иоганна Байера «Уранометрия», его первого появления в небесном атласе.

Новое созвездие. Предложено Петером Планциусом в 1598 году, но часто приписывается Иоганну Байеру, опубликовавшему его в своём атласе «Уранометрия» (1603).